# Jean-Paul Daudou
Jean-Paul Daudou, né le 25 août 1944 à Périgueux (Dordogne), est une personnalité politique française.

## Biographie

### Jeunesse et vie pré-politique
Jean-Paul Daudou naît en 1944 à Périgueux (Dordogne). Fils de Raoul Daudou, greffier au palais de justice de Périgueux, Jean-Paul grandit rue Solférino à Périgueux. Au lycée, il fait ses études aux côtés de Xavier Darcos.
Après avoir habité pendant vingt ans à Château-l'Évêque, Jean-Paul Daudou achète en 1993 une maison à Périgueux, dans laquelle il vit encore. Il est cadre supérieur à la chambre de commerce et d'industrie de Périgueux pendant trente ans,.

### Carrière politique
Jean-Paul Daudou adhère à l'âge de 18 ans à l'Union des démocrates pour la République (UDR). En mars 1989, le conseil municipal l'élit comme premier adjoint, délégué aux finances et au développement économique. En janvier 1997, lorsque Xavier Darcos remplace Yves Guéna au poste de maire de Périgueux, Jean-Paul Daudou devient le premier adjoint de la ville. En mai 2002, il succède à Xavier Darcos, récemment élu Ministre délégué à l'Enseignement scolaire. Dans un classement établi par L'Express cette même année, Jean-Paul Daudou fait partie des « 50 qui font bouger Périgueux ». En septembre 2005, lorsque Xavier Darcos quitte ses fonctions de ministre délégué à la Coopération, au Développement et à la Francophonie et redevient maire de Périgueux, Jean-Paul Daudou reprend la fonction de premier adjoint.
Il est nommé chevalier de la Légion d'honneur par décret du 14 avril 2006, au titre de ses « 36 années d'activités professionnelles, de services militaires et de fonctions électives ».
Jean-Paul Daudou gagne les élections cantonales françaises de 2008 et est élu conseiller général de la Dordogne en tant que représentant du canton de Périgueux-Centre, succédant ainsi à Paulette Labatut,,.
Jean-Paul Daudou est candidat aux élections municipales françaises de 2014 sur la commune de Périgueux, pour la liste Divers droite. Selon Sud Ouest, il est placé troisième pour être élu maire, avec 10 %.
En mars 2015, il ne se représente pas aux élections départementales (qui ont remplacé les élections cantonales).

### Vie privée
Jean-Paul Daudou vit avec sa femme Yolande. Ils ont une fille.
Il parle espagnol.